# La Noblesse
'La Noblesse' est un cultivar de rosier obtenu en 1856 par le rosiériste amateur Pastoret travaillant pour la maison luxembourgeoise Soupert & Notting.

## Description
Ce rosier ancien est un rosier cent-feuilles aux fleurs de couleur rose pâle avec des nuances carmin et argentées, très parfumées. Elles sont grandes (41 pétales et plus) et pleines en forme de coupe et fleurissent en petits bouquets à la fin du printemps. À l'automne, elles laissent place à des fruits ovoïdes orangés.
Le buisson de 'La Noblesse', au feuillage vert clair, est érigé et peut atteindre 150 cm de hauteur et 120 cm de largeur. Il est vigoureux et très rustique.
Ce cultivar est résistant au froid très rigoureux  (-25 degrés). Il est donc adapté aux zones de montagne. On peut l'admirer notamment au jardin botanique de Montréal.  